# Ветријера I (Савона)
Ветријера I је насеље у Италији у округу Савона, региону Лигурија.
Према процени из 2011. у насељу је живело 12 становника. Насеље се налази на надморској висини од 74 м.